# 리듬 세상 더 베스트 플러스
《리듬 세상 더 베스트 플러스》는 닌텐도 기획개발본부가 개발하고 닌텐도가 배급한 2015년 음악 게임이다. 《리듬 세상》 시리즈 네 번째 게임으로 닌텐도 3DS 플랫폼으로 제작됐다. 2015년 6월 11일 일본 지역에서 처음 출시됐으며, 이후 2016년 북미, 유럽 및 한국을 포함한 전세계 지역에 연달아 발매됐다. 일본판 제목은 《리듬 천국 더 베스트 플러스》, 북미판 제목은 《리듬 헤븐 메가믹스》, 유럽판 제목은 《리듬 파라다이스 메가믹스》이다.
《리듬 세상 더 베스트 플러스》에선 시리즈의 이전 작품 《리듬 천국》, 《리듬 세상》과 《리듬 세상 Wii》의 미니게임들이 새로 추가된 미니게임들과 수록된 것이 특징이다.

## 반응
일본의 미디어 크리에이트가 집계하는 통계에서 발매 일주일 만에 158,000장이 판매됐다.

## 참조

### 내용주
1. ↑  일본어: リズム天国 ザ・ベスト＋
2. ↑  영어: Rhythm Heaven Megamix
3. ↑  영어: Rhythm Paradise Megamix